# 赫米乌努

赫米乌努是一位古埃及王子，生活在公元前2570年左右。据信，赫米乌努曾担任吉萨大金字塔的建筑师。 作为维齐尔，他继承了他的父亲奈菲尔玛亚特和叔叔卡尼弗的职务，赫米乌努是宫廷中最重要的成员之一，负责几乎所有王室的事务。他的陵墓靠近胡夫金字塔。

## 生平
赫米乌努是奈菲尔玛亚特王子和他的妻子伊泰特的儿子。他是法老斯尼夫鲁的孙子和胡夫的侄子。赫米乌努有三个姐妹和许多兄弟。
在他的陵墓中，他被描述为下埃及国王的世袭王子、伯爵及封印者（ jrj-pat HAtj-a xtmw-bjtj ），在他陵墓的石室中发现的一尊雕像上，赫米乌努被赋予的头衔是：国王的儿子、首席法官和维齐尔，托特家族五位中最伟大的一位（ sA nswt n XT=f tAjtj sAb TAtj wr djw pr-DHwtj ）。 

## 陵墓
赫米乌努的陵墓靠近胡夫金字塔，里面有他的浮雕。这个严重损坏的马斯塔巴中的一些石头标有日期，这些日期显示他的陵墓是在胡夫统治时期完成的。他的雕像收藏在德国希尔德斯海姆的佩利扎乌斯博物馆。这座雕像计划在2022年底大埃及博物馆开幕之时借给大埃及博物馆展出。
1912年3月，考古学家赫尔曼·容克在赫米乌努的马斯塔巴的围墙内发现了他的雕像。古代的盗墓者洗劫了他的马斯塔巴，通往陵墓石室的墙壁上被切出了一个儿童大小的洞。这些盜賊挖出了原本镶嵌在雕像眼睛中的珍贵宝石和一些黄金铸件。在这个过程中，雕像的右臂被他们折断，头部也严重受损。后来，考古学家们修复了赫米乌努雕像的头部，在这个过程中，他们参考赫米乌努浮雕中他的鼻子样式为他复制了鼻子。
除了上述损坏之外，这尊雕像整体保存情况良好。该雕像极为写实，这在古埃及描绘皇室人物的艺术中是非常罕见的。这尊雕像对赫米乌努的特征只有轻微的风格化表现，并且能够看出是明显基于他的外表完成的。赫米乌努雕像的体态较为肥胖，胸部有明显的脂肪堆积。这与古埃及艺术这一时期和之后的大多数时期皇家肖像画中对男性主的理想化的表现形成了鲜明的对比。